# Christmas Saves the Year
«Christmas Saves the Year» es un sencillo navideño escrito y grabado por el dúo musical estadounidense Twenty One Pilots. Lanzado el 8 de diciembre de 2020 durante la pandemia de COVID-19 a través de Fueled by Ramen, el sencillo expresa la idea de que incluso en un año turbulento, había un optimismo y esperanza en que la Navidad sea un evento que salve el año.
Su video oficial se estrenó un año después, el 8 de diciembre de 2021.

## Antecedentes
El sencillo fue escrito y grabado en el estudio casero del cantante principal Tyler Joseph. Twenty One Pilots debutó por primera vez al final de una transmisión de Twitch en la que el cantante principal Tyler Joseph jugó en el torneo Chipotle Challenger Fortnite Series para recaudar dinero para la Fundación Make-A-Wish, después de haber provocado "un regalo" para los espectadores de la transmisión.

## Video musical
Inmediatamente después de la transmisión, la canción y el video del visualizador se pusieron a disposición en los servicios de transmisión de música, y se puso un estreno del video en YouTube. El video fue dirigido y animado por Johnny Chew.